# 21 км (Самарская область)
21 км — железнодорожный разъезд (населённый пункт) в Сызранском районе Самарской области, входит в состав сельского поселения Волжское.

## География
Населённый пункт находится у железнодорожной линии Сызрань — Тольятти, на расстоянии примерно 13 км к северо-востоку от северо-восточной границы города Сызрань, административного центра района.

### Часовой пояс
Железнодорожный разъезд 21 км, как и вся Самарская область, находится в часовой зоне МСК+1. Смещение применяемого времени относительно UTC составляет +4:00.

## Население
| 2010 |
| ---- |
| 10   |

### Национальный состав
Согласно результатам переписи 2002 года, в национальной структуре населения русские составляли 100 % из 22 чел.